# Нисканен, Уильям
Уильям Артур Нисканен (англ. William Arthur Niskanen; 13 марта 1933 — 26 октября 2011) — американский экономист, автор модели бюрократии Нисканена.

## Биография
Бакалавр Гарвардского и доктор философии Чикагского университетов. Преподавал в Калифорнийском университете (кампусы в Беркли и Лос-Анджелесе). Является председателем совета директоров Института Катона (Вашингтон). Президент Международного атлантического экономического общества (1983—1984) и Общества «общественного выбора» (1998—2000).

## Вклад в науку
Нисканен был одним из архитекторов рейганомики — курса экономической политики американского правительства в 1981—1989 годах в период президентства Рональда Рейгана.
В 1968 году опубликовал модель бюрократии Нисканена.